# Жиль де Монтегю
Жиль де Монтегю (Gilles de Montaigu) (ум. до 1193) — граф Монтегю, Дюра и Клермона, сеньор Рошфора и Жодуэня, фогт (avoué) аббатства Сен-Трон. Последний представитель графского рода, основателем которого был Гозлон де Монтегю (ум. 1094).
Сын Годфруа де Монтегю (ум. 1161) и Жюлианы де Дюра (ум. 1164). От отца унаследовал графство Монтегю, от матери — графство Дюра (Duras).
В 1172 году женился на Лоретте де Лооз, дочери Луи, графа Лооза и Ринека, штадтграфа Майнца, и его жены Агнес фон Мец. Развод (1174), детей не было.
Согласно исследованию «Recherches sur les comtes de Looz et sur leurs monnaies. Antoine François Charles Théodore Perreau. A. van Dale, 1845 — 31 page» он в 1174 году уехал на Святую Землю и там заболел проказой.
В 1175 году, после возвращения, Жиль передал владения братьям: Пьеру, каноннику Сен-Ламбера в Льеже, (ум. 1185) — графство Монтегю, Конону (ум. 1189) — графство Дюра. Оба они не оставили потомства. Себе Жиль оставил сеньорию Жодуэнь (Jodoigne).
Жиль де Монтегю последний раз прижизненно упоминается в 1187 году. Через несколько лет он умер (не позднее 1193 года). Старшая из двух его сестёр Герберга де Монтегю и её муж Вери II де Валькур унаследовали графства Монтегю и Клермон, сеньорию Рошфор и фогтство в Динане. Жерар граф де Лооз получил графство Дюрас (Duras) и фогство аббатства Сен-Тронд.